# 3607 Naniwa
3607 Naniwa (1977 DO4) là một tiểu hành tinh vành đai chính được phát hiện ngày 18 tháng 2 năm 1977 bởi Kiichiro Hurukawa và Hiroki Kosai ở Kiso Station.